# Міллтаун (містечко, Вісконсин)
Міллтаун (англ. Milltown) — місто (англ. town) в США, в окрузі Полк штату Вісконсин. Населення — 948 осіб (2020).

## Демографія
Згідно з переписом 2010 року, у місті мешкало 1226 осіб у 493 домогосподарствах у складі 364 родин. Було 895 помешкань
Расовий склад населення:
| - 98,6 % — білих - 0,5 % — азіатів - 0,3 % — корінних американців |

До двох чи більше рас належало 0,6 %. Частка іспаномовних становила 1,7 % від усіх жителів.
За віковим діапазоном населення розподілялося таким чином: 21,3 % — особи молодші 18 років, 62,8 % — особи у віці 18—64 років, 15,9 % — особи у віці 65 років та старші. Медіана віку мешканця становила 46,5 року. На 100 осіб жіночої статі у місті припадало 112,1 чоловіків;  на 100 жінок у віці від 18 років та старших — 109,3 чоловіків також старших 18 років.
Середній дохід на одне домашнє господарство  становив 68 647 доларів США (медіана — 48 971), а середній дохід на одну сім'ю — 77 049 доларів (медіана — 59 327). Медіана доходів становила 45 250 доларів для чоловіків та 40 104 долари для жінок. За межею бідності перебувало 9,9 % осіб, у тому числі 11,8 % дітей у віці до 18 років та 2,5 % осіб у віці 65 років та старших.
Цивільне працевлаштоване населення становило 621 особа. Основні галузі зайнятості: освіта, охорона здоров'я та соціальна допомога — 19,6 %, виробництво — 16,1 %, роздрібна торгівля — 12,1 %, науковці, спеціалісти, менеджери — 9,2 %.